# 269 î.Hr.

## Nașteri
- Attalus I, rege al Pergamului (d. 197 î.Hr.)